# 蒲原有明

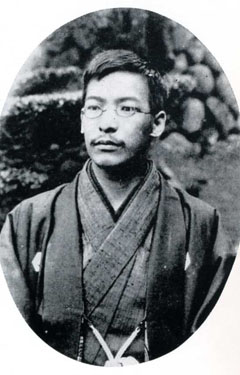
蒲原有明

蒲原 有明（かんばら ありあけ、1875年（明治8年）3月15日 - 1952年（昭和27年）2月3日）は、日本の詩人。本名は蒲原 隼雄（かんばら はやお）。東京生まれ。
D・G・ロセッティに傾倒し、複雑な語彙やリズムを駆使した象徴派詩人として、『独絃哀歌』『春鳥集』『有明集』などを発表。薄田泣菫と併称され、北原白秋、三木露風らに影響を与えた。

## 生涯
東京市麹町区隼町に、佐賀藩出身の蒲原忠蔵、石川ツネ（1879年入籍、のち離婚）の子として生れた。地名にちなみ隼雄と名付けられた。生まれつき体が弱かった。平河小学校（現・千代田区立麹町小学校）、東京府尋常中学校（現・都立日比谷高校）を卒業し、第一高等中学校（のちの一高）を受験したが失敗。国民英学会で学び、卒業後小林存や山岸荷葉らと同人雑誌「落穂双紙」を発刊し、ここに初めて詩を載せた。
1898年、読売新聞の懸賞小説に応募した「大慈悲」が当選し、一時期小説を書いたが、すぐに詩作に専念する。巖谷小波の木曜会に顔を出すようになり、D.G.ロセッティの訳詩や新体詩集『草わかば』を出版した。さらに上田敏の訳詩に強く影響を受け、『独絃哀歌』『春鳥集』を刊行し、象徴主義を謳歌する。このころ青木繁と親交を結ぶ。
1908年（明治41年）に刊行した第四詩集『有明集』で象徴詩手法を確立し、薄田泣菫と併称された。今日では近代詩の一つの到達点を示した象徴詩の傑作とされているが、刊行時の明治末期は詩壇の主流でも自然主義の流れに向かっており、文壇から激しく批判され孤立するとノイローゼに陥った。大正以後は文壇を離れて詩の改作を行ったが、作品の質は改作前の方が高いという意見が多い。さらに、フランス象徴派の翻訳や散文詩の創作を試みたが、フランス語は不得手だったこともあり、発表したのは少数だった。
詩作を断念した大正中期の1919年に鎌倉に移り、関東大震災後は静岡へ移転。この際改修した自宅は貸家とし、1945年から約1年間は川端康成が借りていた。敗戦後は鎌倉に戻った。1947年自伝小説『夢は呼び交わす』を刊行して話題となり、翌1948年、日本芸術院会員に選ばれる。1952年2月3日、急性肺炎のため鎌倉の自宅で死去した。77歳没。戒名は龍徳院宏文有明居士。墓は港区元麻布・賢宗寺にある。

## 著作
- 『草わかば』（新聲社、1902年1月）。オンデマンド版（平凡社、2009年3月）
- 『独絃哀歌』（白鳩社、1903年5月）。オンデマンド版（平凡社、2009年3月）
- 『春鳥集』（本郷書院、1905年7月）。オンデマンド版（ゴマブックス、2016年）
- 『有明集』（易風社、1908年1月）。『名著複刻全集 近代文学館』ほるぷ、1983年ほか
- 『有明詩集』アルス、1922年。 Kindle版（ディスカヴァー・トゥエンティワン）
- 『有明詩抄』岩波文庫、1928年。新装復刊1994・2010年ほか
- 『随筆 飛雲抄』書物展望社、1938年。復刻版『近代作家研究叢書』日本図書センター、1989年
- 『野ざらしの夢』[3]生活社〈日本叢書〉、1946年
- 『夢は呼び交す－黙子覚書』東京出版、1947年
- 『有明全詩抄』酣燈社〈詩人全書〉、1950年
- 『蒲原有明全詩集』創元社〈創元選書〉、1952年
- 『蒲原有明詩集』矢野峰人[4]編、新潮文庫、1952年
- 『蒲原有明詩集』野田宇太郎編、角川文庫、1953年
- 『定本 蒲原有明全詩集』刊行会編、河出書房、1957年
- 『蒲原有明詩集』思潮社現代詩文庫、1976年
- 『夢は呼び交す』[5]竹盛天雄注・野田宇太郎解説、岩波文庫、1984年、新装復刊2000年
- 『近代浪漫派文庫15 蒲原有明／薄田泣菫』新学社、2007年
- 『蒲原有明詩抄』郷原宏解説、未來社「転換期を読む」2021年

## 関連文献
- 渋沢孝輔『蒲原有明論 近代詩の宿命と遺産』中央公論社、1980年
- 『蒲原有明日記 1945-1952』高梨章編・解題、公孫樹舎、2019年